# 如月塔子
如月 塔子（きさらぎ とうこ）は、麻見和史の推理小説作品『警視庁捜査一課十一係』シリーズに登場する架空の警察官。
WOWOW「連続ドラマW」によるテレビドラマ化作品『殺人分析班』シリーズでは木村文乃が演じている。

## 経歴・人物
誕生日は2月9日。「塔子」という名前は、出産予定日が10日だったことに由来する。父・功（いさお）と母・厚子（あつこ）の娘。高校卒業後、交通課勤務の制服警察官になり、しばらくの後、本庁捜査一課に異動が決まる。『石の繭』から1年半前、警視庁刑事部捜査第一課殺人犯捜査第十一係の刑事となる。『石の繭』で26歳。『女神の骨格』で27歳になる。
『石の繭』から10年前に、捜査一課の刑事だった父・功を亡くしているが、功の遺志を継いだことに誇りを感じている。功の葬式の後、「父はいったい何をそんなに頑張っていたのだろう」と思い、父がどんな仕事をしていたのか、自分の目で確かめてみたいと思い、警察官になった。吉富刑事部長の推進する〈女性捜査員に対する特別養成プログラム〉により、鷹野秀昭とコンビを組み、彼から捜査指導を受けている。門脇らと打ち合わせをする際、書記係を任されている。
仕事をするときには、功が使っていたクォーツ式の腕時計を着用している。仕事用のバッグは、両手が自由になったほうが何かと便利なため、肩から斜めに掛ける。身長が152.8センチメートルと小柄で、童顔であることに不満をもっている。髪はミディアムボブにしている。刑事という職業柄、目立つ恰好は避けており、化粧はたいてい薄めにしている。北赤羽に住んでおり、普段は北赤羽駅を利用している。
木村文乃は、塔子に対する印象として、「すごくもったいない人だと思う。自分に才能があるのにそれに気が付かずに損をしてしまっている感じがある」と述べている。著者の麻見は、塔子について、「正義感が強いけれど経験不足で危なっかしい、というふうにキャラクターを設定した」「いかにも危なっかしい新米刑事であるが、〈できる刑事〉にしなかったことで、その後、彼女の成長を描く楽しみができた」と語っている。

## 登場作品リスト
警視庁捜査一課十一係シリーズ
- 石の繭 警視庁捜査一課十一係
- 蟻の階段 警視庁捜査一課十一係
- 夏のイカロス 警視庁捜査一課十一係（短編）
- 水晶の鼓動 警視庁捜査一課十一係
- 虚空の糸 警視庁捜査一課十一係
- 聖者の凶数 警視庁捜査一課十一係
- 女神の骨格 警視庁捜査一課十一係
- 蝶の力学 警視庁捜査一課十一係
- 雨色の仔羊 警視庁捜査一課十一係
- 奈落の偶像 警視庁捜査一課十一係
- 鷹の砦 警視庁捜査一課十一係
- 凪の残響 警視庁捜査一課十一係
- 天空の鏡 警視庁捜査一課十一係